# Березуцкий, Алексей Владимирович
Алексе́й Влади́мирович Березу́цкий (род. 20 июня 1982, Москва) — российский футболист, защитник, тренер. Брат-близнец Василия Березуцкого. Заслуженный мастер спорта России (2005). Шестикратный чемпион России, семикратный обладатель Кубка России, шестикратный обладатель Суперкубка России. Обладатель Кубка УЕФА 2004/05. Бронзовый призёр чемпионата Европы по футболу 2008. Алексей Березуцкий семь раз попадал в список 33 лучших футболистов чемпионата России (в том числе трижды на первом месте).
Березуцкий — выпускник школы клуба «Торпедо-ЗИЛ». Он начал профессиональную карьеру в этой команде в конце 2000 года, а летом 2001 года, отыграв несколько месяцев в составе новороссийского «Черноморца», был куплен ЦСКА, за который выступал до лета 2018 года.
С 2003 года Березуцкий вызывался в сборную России, провёл 58 матчей. Принимал участие в чемпионатах Европы 2012 и 2016 годов; он был заявлен на чемпионат Европы 2008 года, но не сыграл на турнире ни одного матча.
С июня 2024 года работает в тренерском штабе ЦСКА.

## Ранние годы
Алексей Березуцкий родился 20 июня 1982 года, он на 20 минут младше своего брата Василия. Мать работала бухгалтером, а отец — учителем физкультуры. Некоторое время Березуцкие колебались между футболом и водным поло, но в итоге с восьми лет начали играть в футбольной школе «Смена», где тренером близнецов был Владимир Лопандин. По его словам, оба Березуцких уже в раннем возрасте выделялись среди сверстников физическими данными, характером и дисциплиной. В 15 лет Березуцкие были близки к уходу из футбольной секции, так как не видели перспектив после вылета «Смены» из высшего дивизиона первенства СДЮШОР и всерьёз заинтересовались баскетболом, но по приглашению Владимира Кобзева попали в школу «Торпедо-ЗиЛ». Ещё за полтора года до выпуска из школы Борис Игнатьев стал привлекать братьев к тренировкам с первой командой.

## Профессиональная карьера

### «Торпедо-ЗИЛ» и «Черноморец»
Первый матч на взрослом уровне Алексей Березуцкий сыграл 23 октября 2000 года в Томске, выйдя в стартовом составе «Торпедо-ЗИЛ» против местной «Томи» (0:0) в рамках матча первой лиги. Проведя ещё один матч за «автозаводцев» до конца сезона, Березуцкий был отдан в аренду в клуб высшего дивизиона «Черноморец». За всю карьеру Алексея Березуцкого это была единственная команда, в составе которой не играл его брат Василий.
Первый матч за новую команду Березуцкий сыграл 18 марта 2001 года, выйдя на замену в игре чемпионата против московского «Спартака». Уже 7 апреля Березуцкий открыл счёт своим голам за «Черноморец», забив гол в ворота «Ростсельмаша» и принеся тем самым очко команде. Отыграв ещё 14 матчей, в июле 2001 года Березуцкий был куплен московским ЦСКА.

### ЦСКА

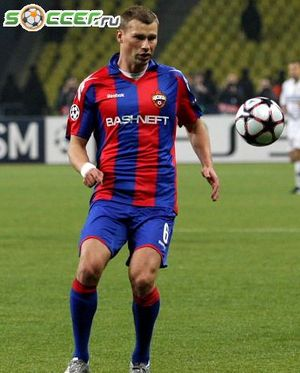
Березуцкий в 2010 году

Вслед за Алексеем в ЦСКА перешёл его брат Василий. Начало сезона 2002 года Алексей Березуцкий пропустил из-за травмы голеностопного сустава и дебютировал за «армейцев» только 8 мая 2002 года, выйдя на поле в основном составе против московского «Торпедо». Первый сезон Березуцкому пришлось конкурировать за место в составе с более опытными Дейвидасом Шемберасом, Вячеславом Даевым и Денисом Евсиковым, и в сезоне 2002 года Алексей Березуцкий провёл только 16 матчей, 15 из которых начинал в стартовом составе. После ухода Даева в «Шинник» в начале 2003 года Березуцкий получил твёрдое место в стартовом составе: он сыграл во всех матчах сезона-2003 с первых минут и стал чемпионом России в составе ЦСКА. По ходу сезона Березуцкого критиковали за не всегда чистую игру и позиционные ошибки, но некоторые журналисты даже выбрали его в команду сезона в РФПЛ. В следующем сезоне ЦСКА покинул и Евсиков, и теперь вместе с Березуцким в обороне действовали Шемберас и пришедший из «Локомотива» Сергей Игнашевич. По ходу чемпионата Березуцкий прогрессировал и в результате первый раз был назван в числе 33-х лучших футболистов российского чемпионата, став вторым среди левых защитников после Дмитрия Сенникова, выигравшего с «Локомотивом» чемпионский титул.
2005 год стал самым успешным в истории армейского клуба, который выиграл в нём чемпионат, кубок России и Кубок УЕФА. Алексей Березуцкий был ключевым игроком ЦСКА в сезоне, постоянно появляясь в основном составе. 18 мая Березуцкий забил свой первый мяч за ЦСКА, на 56-й минуте замкнув навес Даниэля Карвалью и сравняв счёт в финале Кубка УЕФА против «Спортинга». Позже ворота лиссабонцев также поразили Юрий Жирков и Вагнер Лав, и ЦСКА впервые в истории российского футбола выиграл еврокубок. 30 июля Березуцкий отличился первым голом за «красно-синих» в премьер-лиге, забив его в зрелищном матче 18-го тура против «Локомотива». Всего за сезон во всех турнирах он сыграл 59 матчей и забил 3 гола, а по итогам года впервые попал в список 33-х лучших игроков чемпионата под первым номером на своей позиции.

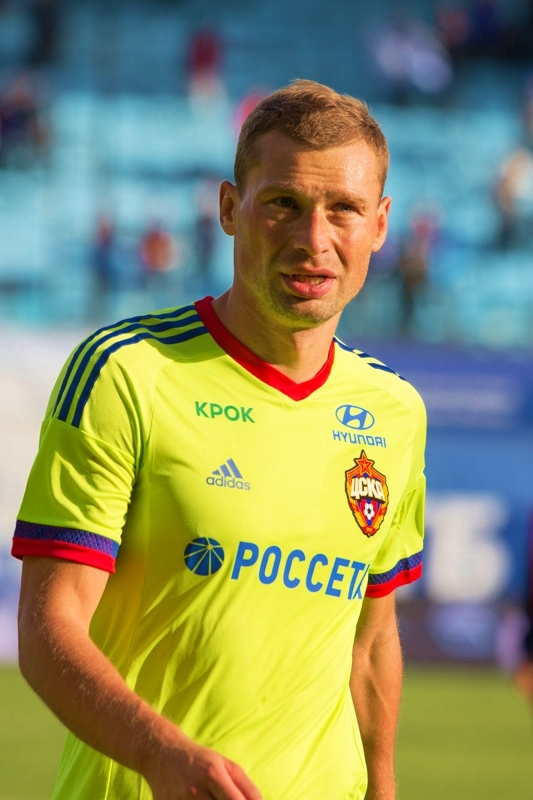
Березуцкий в 2015 году

В сезоне 2006 ЦСКА опять сделал «золотой дубль», выиграв чемпионат и кубок России. Березуцкий уже в открывавшем клубный сезон матче за Суперкубок впервые в карьере был удалён с поля, получив на 90-й минуте вторую жёлтую карточку. Несмотря на победу со счётом 3:2, после этого матча оборона «армейцев» подверглась критике за ненадёжную игру. 27 мая во время товарищеского матча сборных России и Испании Березуцкий получил повреждение связок голеностопного сустава. На восстановление защитнику потребовалась неделя, но из-за перерыва в чемпионате на матчи сборных он не пропустил ни одной игры ЦСКА. По итогам сезона он опять вошёл в список 33-х лучших футболистов РФПЛ под первым номером. Следующий сезон сложился для игрока и его команды менее удачно: ЦСКА лишился чемпионского титула, заняв по итогам чемпионата 3-е место, Березуцкий получил повреждение лодыжки и перелом ребра, а оборона «красно-синих» подверглась критике за большое количество ошибок. Несмотря на это, Березуцкий в третий раз подряд был назван лучшим левым защитником чемпионата. По окончании сезона 2008 года, в котором ЦСКА завоевал Кубок России и серебряные медали чемпионата, а Алексей Березуцкий был включён в список лучших игроков чемпионата под вторым номером на своей позиции, команду покинул главный тренер Валерий Газзаев, в своё время приведший Березуцких в клуб. Смена тренерского штаба не замедлила сказаться: новый главный тренер Зико перестал доверять Березуцкому место в стартовом составе, и за чемпионат защитник принял участие только в 16 играх. Для ЦСКА сезон тоже сложился неудачно: команда дважды меняла главного тренера и заняла только 5-е место в чемпионате. В декабре 2009 года Березуцкому и его партнёру по обороне Сергею Игнашевичу грозила дисквалификация на два года за употребление запрещённого препарата судафеда, но КДК УЕФА оправдал обоих футболистов, так как доза препарата у них не превышала допустимую норму.
Следующие два сезона (2010 и 2011/2012) Березуцкий провёл на высоком уровне, дважды став серебряным призёром чемпионата и дважды войдя в список 33-х лучших игроков (под вторым и третьим номерами), несмотря на то, что Леонид Слуцкий перевёл его на позицию правого защитника. Однако в сезоне 2012/2013 Березуцкий сыграл всего 10 матчей во всех турнирах, что вызвало негодование некоторых журналистов. Некоторые репортёры по ходу сезона отмечали, что Алексей Березуцкий в силу возраста потерял игровые качества и уже не может соответствовать уровню Премьер-лиги, и прогнозировали, что ЦСКА не сможет вернуться на лидирующие роли в чемпионате. Несмотря на такие предположения, армейцы выиграли титул чемпиона и Кубок России. В следующем году Березуцкий окончательно стал запасным игроком, сыграв за чемпионаты 2013/2014 и 2014/2015 годов всего 20 матчей. В сезоне 2015/2016 Березуцкий, однако, вернул себе позиции ключевого игрока команды, сыграв 21 матч в Премьер-лиге, а 28 июля 2015 года провёл 50-й матч в Лиге чемпионов, став первым игроком в составе армейцев, достигшим этого рубежа. 24 апреля 2016 года он забил победный гол в ворота московского «Динамо», хотя попал в состав только из-за болезни брата Василия. Этот матч стал для Березуцкого 300-м за ЦСКА в чемпионатах России, а забитый мяч — первым с 2010 года. По итогам сезона ЦСКА и сам Березуцкий стали шестикратными чемпионами России. В сезоне 2016/17 у ЦСКА поменялся тренер, и новый наставник «армейцев» стал использовать схему с тремя центральными защитниками. Березуцкий начал чаще появляться в стартовом составе, сыграл 18 матчей в РФПЛ. В концовке сезона Березуцкого стали преследовать травмы, в некоторых играх он был вынуждено заменён. Хотя Алексей Березуцкий планировал завершить карьеру летом, в июне 2017 года он продлил контракт с «красно-синими» на 1 год из-за серьёзных повреждений основных игроков «армейцев». Сезон 2017/18 получился для защитника, по его словам, неудачным: на выступлениях стал сказываться возраст. Березуцкий принял участие в 29 матчах во всех соревнованиях и забил один гол, который принёс ЦСКА победу в матче чемпионата против «Краснодара». 21 июля 2018 года Алексей Березуцкий вместе со своим братом Василием объявил о завершении спортивной карьеры. В общей сложности за «армейцев» он сыграл 502 встречи и отметился 11 голами.

### Выступления за сборную

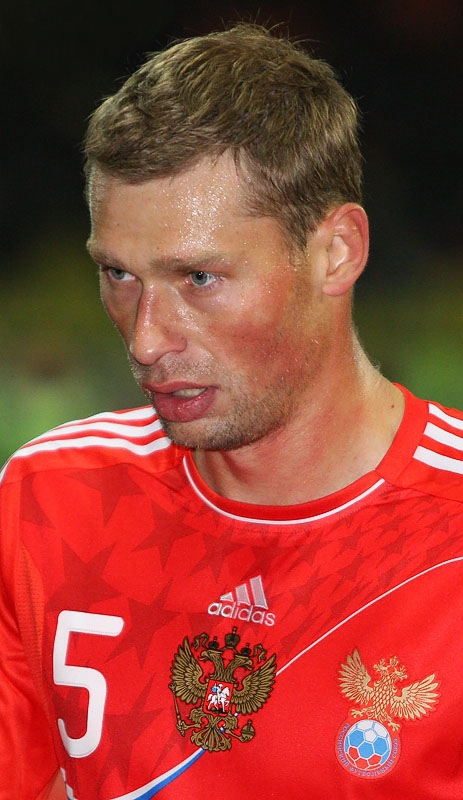
Березуцкий в составе сборной в 2011 году

В составе сборной России до 16 лет Алексей Березуцкий играл на чемпионате Европы 1999 года в Чехии. Сборная на том турнире не преодолела групповой этап, заняв 3-е место и одержав всего одну победу над сборной Хорватии. Березуцкий провёл за молодёжную сборную России всего две игры: первую — 21 августа 2002 года в товарищеском матче против Швеции, завершившимся со счётом 3:1 в пользу россиян, вторую — 7 сентября того же года в матче отборочного турнира к Олимпиаде в Афинах против Ирландии, выигранном со счётом 2:0. Во втором матче Березуцкий вывел команду на поле в статусе капитана.
Дебютировал за основную сборную России 12 февраля 2003 года в матче «Турнира четырёх» против Кипра, выйдя на замену на 89-й минуте. На следующий день, в финале турнира, вышел на поле с первых минут против сборной Румынии и продемонстрировал уверенный футбол. Первый официальный матч за сборную Алексей Березуцкий провёл 29 марта 2003 года в Шкодере против Албании. Дебют не удался: албанцы выиграли со счётом 3:1, сборная России поверглась жёсткой критике, причём два гола в российские ворота были забиты после ошибок Березуцкого. После этого защитник ЦСКА на некоторое время выбыл из состава сборной и в первых матчах отборочного турнира к чемпионату мира в Германии участия не принял, однако сокрушительное поражение от Португалии заставило тренерский штаб изменить подход к комплектованию команды: 17 ноября 2004 года в победном матче против Эстонии Березуцкий вернулся в состав, а в следующем году провёл все игры отбора к чемпионату мира. Команда, однако, квалифицироваться на финальную часть турнира не смогла. В ходе отбора на чемпионат Европы 2008 года Березуцкий сохранил роль ключевого защитника и сыграл 11 матчей, а 26 марта 2008 года вообще вывел сборную на матч против Румынии в качестве капитана. Однако 16 апреля игрок был вынужден перенести оперативное вмешательство на паховых кольцах, в результате чего в финальной части турнира Алексей Березуцкий оставался в запасе, проиграв конкуренцию находящимся в лучшей форме Сергею Игнашевичу и Денису Колодину. Тем не менее, как и вся команда, он по итогам турнира получил бронзовую медаль чемпионата Европы.
Березуцкий сыграл только в двух матчах в отборочном турнире к чемпионату мира в ЮАР, хотя был вызван на все без исключения, а на стыковые игры против Словении (по результатам которых сборная не попала на чемпионат мира) Гус Хиддинк не стал брать его вообще. В успешной для национальной команды квалификации к чемпионату Европы 2012 года место в составе за Березуцким не было зарезервировано, и он сыграл только 6 матчей, что не помешало ему заменить в финальной части Евро брата Василия, получившего травму приводящей мышцы бедра. Россия не смогла выйти из группы, но, по мнению журналистов, Березуцкий неплохо провёл турнир и достойно заменил брата. После Евро-2012 Алексей Березуцкий, потеряв игровую практику в ЦСКА, не призывался под знамёна сборной более трёх лет (в том числе пропустив чемпионат 2014 года) и вернулся в состав национальной команды только 5 сентября 2015 года в матче квалификационного турнира Евро-2016 против шведов. До чемпионата Европы Березуцкий принял участие ещё в пяти матчах сборной, но в финальном турнире сыграл только один тайм, снова заменив Василия в перерыве провального матча против сборной Уэльса, по результатам которого СМИ «наградили» сборную малопочётным прозвищем «тулузеры».
8 марта 2018 года Алексей Березуцкий, следуя примеру брата, официально заявил о завершении карьеры в сборной, в составе которой он провёл 58 матчей.

## Стиль игры
Универсальный игрок, игравший на любой позиции в обороне, но основными его амплуа были центральный и левый защитник. К сильным сторонам относились хорошие физические данные, игра головой, выносливость и цепкость в отборе, из недостатков — техника работы с мячом. В начале карьеры Березуцкий часто подвергался критике за позиционные ошибки, однако в более поздние годы, приобретя опыт матчей сборной и Лиги Чемпионов, стал играть намного более надёжно. Умение действовать на перехвате и выполнять длинные передачи позволяли Березуцкому играть и на позиции опорного полузащитника. Его брат-близнец Василий — прямой конкурент Алексея за место в составе, и многие[уточнить] считали, что Алексей, которому место в составе достается реже, в случае необходимости всегда готов очень качественно заменить брата.

## Тренерская карьера

### «Витесс»
В ноябре 2018 года вместе с братом получил предложение войти в тренерский штаб нидерландского клуба «Витесс», который возглавлял бывший наставник ЦСКА Леонид Слуцкий. 30 ноября 2019 года вместе с Слуцким Березуцкие покинули команду.

### ЦСКА

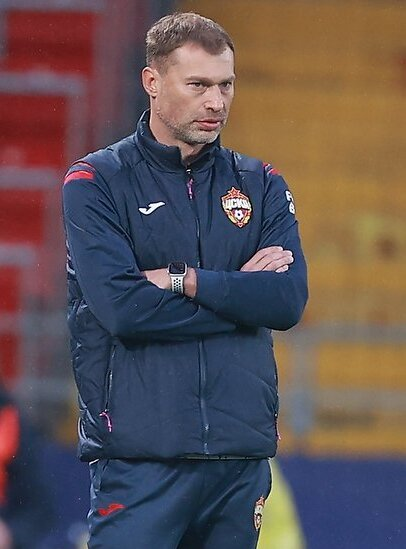
Березуцкий на посту главного тренера ЦСКА

27 января 2020 года вместе с братом был назначен заместителем генерального директора ЦСКА. 7 августа на официальном сайте ЦСКА была опубликована информация о том, что Василий Березуцкий вошёл в тренерский штаб клуба, а Алексей продолжит работу в должности заместителя генерального директора по спортивным вопросам. Однако уже 22 января 2021 года Алексей Березуцкий также вошёл в тренерский штаб команды.
15 июня 2021 года после внезапной отставки Ивицы Олича Алексей Березуцкий был назначен исполняющим обязанности главного тренера команды. 19 июля 2021 года был официально назначен главным тренером ЦСКА. В дебютном матче Березуцкого на посту главного тренера ЦСКА со счётом 1:0 обыграл «Уфу» в стартовом туре чемпионате России. К зимнему перерыву команда занимала четвёртое место в таблице. Первые впечатления от работы Березуцкого на новом месте были неоднозначными: с одной стороны, «армейцы», ослабленные уходом Николы Влашича и других важных футболистов, довольно хорошо действовали в обороне, пропустив за 18 туров лишь 16 голов (меньше всех в чемпионате), и ещё имели шансы побороться за медали; с другой стороны, команда не играла в атакующий футбол и мало забивала, результаты не отличались стабильностью, а молодые игроки не прогрессировали. На этом фоне появились сообщения о возможной отставке главного тренера. Тем не менее, руководство клуба приняло решение оставить Березуцкого на посту. К тому же, зимой к нему в штаб был приглашён его брат Василий. Для «армейцев», чей состав пополнили Юсуф Языджи, Хорхе Карраскаль и Хесус Медина, весенний отрезок начался удачно: в первых четырёх матчах было одержано четыре победы (в том числе — над «Спартаком» и «Локомотивом»). О ЦСКА стали говорить как о возможном конкуренте «Зенита» и «Динамо» в борьбе за чемпионство. Однако затем последовала серия из неудачных матчей с аутсайдерами, и по итогам турнира «красно-синие» заняли лишь пятое место в чемпионате России. Березуцкий подвергся критике за слишком частую смену тактических схем, неочевидные решения при выборе стартового состава и неуспешную работу с молодыми игроками. В СМИ снова стали говорить о возможной отставке специалиста. 15 июня 2022 года Алексей Березуцкий покинул свой пост, а на его место был приглашён Владимир Федотов.
Летом 2024 года Березуцкий вошёл в тренерский штаб Марко Николича. После ухода Николича в июне 2025 года Алексей Березуцкий продолжил работу в клубе и стал частью тренерского штаба, возглавляемого Фабио Челестини.

## Статистика

### Клубная
| Клуб        | Сезон   | Чемпионат | Чемпионат | Кубок | Кубок | Суперкубок | Суперкубок | Кубок УЕФА/ Лига Европы | Кубок УЕФА/ Лига Европы | Лига Чемпионов | Лига Чемпионов | Суперкубок УЕФА | Суперкубок УЕФА | Всего | Всего |
| Клуб        | Сезон   | Игры      | Голы      | Игры  | Голы  | Игры       | Голы       | Игры                    | Голы                    | Игры           | Голы           | Игры            | Голы            | Игры  | Голы  |
| ----------- | ------- | --------- | --------- | ----- | ----- | ---------- | ---------- | ----------------------- | ----------------------- | -------------- | -------------- | --------------- | --------------- | ----- | ----- |
| Торпедо-ЗИЛ | 2000    | 3         | 0         | 0     | 0     | 0          | 0          | 0                       | 0                       | 0              | 0              | 0               | 0               | 3     | 0     |
| Торпедо-ЗИЛ | Итого   | 3         | 0         | 0     | 0     | 0          | 0          | 0                       | 0                       | 0              | 0              | 0               | 0               | 3     | 0     |
| Черноморец  | 2001    | 14        | 1         | 0     | 0     | 0          | 0          | 0                       | 0                       | 0              | 0              | 0               | 0               | 14    | 1     |
| Черноморец  | Итого   | 14        | 1         | 0     | 0     | 0          | 0          | 0                       | 0                       | 0              | 0              | 0               | 0               | 14    | 1     |
| ЦСКА        | 2002    | 16        | 0         | 1     | 0     | 0          | 0          | 2                       | 0                       | 0              | 0              | 0               | 0               | 19    | 0     |
| ЦСКА        | 2003    | 30        | 0         | 2     | 0     | 1          | 0          | 0                       | 0                       | 1              | 0              | 0               | 0               | 34    | 0     |
| ЦСКА        | 2004    | 27        | 0         | 1     | 0     | 1          | 0          | 0                       | 0                       | 10             | 0              | 0               | 0               | 39    | 0     |
| ЦСКА        | 2005    | 27        | 2         | 8     | 0     | 0          | 0          | 14                      | 1                       | 0              | 0              | 1               | 0               | 50    | 3     |
| ЦСКА        | 2006    | 29        | 0         | 7     | 0     | 1          | 0          | 0                       | 0                       | 8              | 0              | 0               | 0               | 45    | 0     |
| ЦСКА        | 2007    | 26        | 0         | 3     | 0     | 1          | 0          | 2                       | 0                       | 6              | 0              | 0               | 0               | 38    | 0     |
| ЦСКА        | 2008    | 24        | 2         | 3     | 0     | 0          | 0          | 5                       | 2                       | 0              | 0              | 0               | 0               | 32    | 4     |
| ЦСКА        | 2009    | 16        | 0         | 2     | 0     | 1          | 0          | 4                       | 0                       | 5              | 0              | 0               | 0               | 28    | 0     |
| ЦСКА        | 2010    | 23        | 1         | 0     | 0     | 1          | 0          | 4                       | 0                       | 4              | 0              | 0               | 0               | 32    | 1     |
| ЦСКА        | 2011/12 | 40        | 0         | 5     | 0     | 0          | 0          | 2                       | 0                       | 8              | 0              | 0               | 0               | 55    | 0     |
| ЦСКА        | 2012/13 | 5         | 0         | 5     | 0     | 0          | 0          | 0                       | 0                       | 0              | 0              | 0               | 0               | 10    | 0     |
| ЦСКА        | 2013/14 | 13        | 0         | 3     | 0     | 1          | 0          | 0                       | 0                       | 5              | 0              | 0               | 0               | 22    | 0     |
| ЦСКА        | 2014/15 | 7         | 0         | 1     | 0     | 0          | 0          | 0                       | 0                       | 2              | 0              | 0               | 0               | 10    | 0     |
| ЦСКА        | 2015/16 | 21        | 1         | 4     | 0     | 0          | 0          | 0                       | 0                       | 9              | 0              | 0               | 0               | 34    | 1     |
| ЦСКА        | 2016/17 | 18        | 1         | 1     | 0     | 1          | 0          | 0                       | 0                       | 5              | 0              | 0               | 0               | 25    | 1     |
| ЦСКА        | 2017/18 | 19        | 1         | 0     | 0     | 0          | 0          | 4                       | 0                       | 6              | 0              | 0               | 0               | 29    | 1     |
| ЦСКА        | Итого   | 341       | 8         | 46    | 0     | 8          | 0          | 37                      | 3                       | 69             | 0              | 1               | 0               | 502   | 11    |
| Всего       | Всего   | 358       | 9         | 46    | 0     | 8          | 0          | 37                      | 3                       | 69             | 0              | 1               | 0               | 519   | 12    |

### В сборной
| Матчи и голы Алексея Березуцкого за сборную России | Матчи и голы Алексея Березуцкого за сборную России | Матчи и голы Алексея Березуцкого за сборную России | Матчи и голы Алексея Березуцкого за сборную России | Матчи и голы Алексея Березуцкого за сборную России | Матчи и голы Алексея Березуцкого за сборную России | Матчи и голы Алексея Березуцкого за сборную России |
| №                                                  | Дата                                               | Оппонент                                           | Счёт                                               | Голы                                               | Соревнование                                       |                                                    |
| -------------------------------------------------- | -------------------------------------------------- | -------------------------------------------------- | -------------------------------------------------- | -------------------------------------------------- | -------------------------------------------------- | -------------------------------------------------- |
| 1                                                  | 12 февраля 2003                                    | Кипр                                               | 1:0                                                | -                                                  | Товарищеский матч                                  |                                                    |
| 2                                                  | 13 февраля 2003                                    | Румыния                                            | 4:2                                                | -                                                  | Товарищеский матч                                  |                                                    |
| 3                                                  | 29 марта 2003                                      | Албания                                            | 1:3                                                | -                                                  | Отборочные матчи ЧЕ-2004                           |                                                    |
| 4                                                  | 20 августа 2003                                    | Израиль                                            | 1:2                                                | -                                                  | Товарищеский матч                                  |                                                    |
| 5                                                  | 26 марта 2005                                      | Лихтенштейн                                        | 2:1                                                | -                                                  | Отборочные матчи ЧМ-2006                           |                                                    |
| 6                                                  | 30 марта 2005                                      | Эстония                                            | 1:1                                                | -                                                  | Отборочные матчи ЧМ-2006                           |                                                    |
| 7                                                  | 4 июня 2005                                        | Латвия                                             | 2:0                                                | -                                                  | Отборочные матчи ЧМ-2006                           |                                                    |
| 8                                                  | 8 июня 2005                                        | Германия                                           | 2:2                                                | -                                                  | Товарищеский матч                                  |                                                    |
| 9                                                  | 17 августа 2005                                    | Латвия                                             | 1:1                                                | -                                                  | Отборочные матчи ЧМ-2006                           |                                                    |
| 10                                                 | 3 сентября 2005                                    | Лихтенштейн                                        | 2:0                                                | -                                                  | Отборочные матчи ЧМ-2006                           |                                                    |
| 11                                                 | 7 сентября 2005                                    | Португалия                                         | 0:0                                                | -                                                  | Отборочные матчи ЧМ-2006                           |                                                    |
| 12                                                 | 8 октября 2005                                     | Люксембург                                         | 5:1                                                | -                                                  | Отборочные матчи ЧМ-2006                           |                                                    |
| 13                                                 | 12 октября 2005                                    | Словакия                                           | 0:0                                                | -                                                  | Отборочные матчи ЧМ-2006                           |                                                    |
| 14                                                 | 1 марта 2006                                       | Бразилия                                           | 0:1                                                | -                                                  | Товарищеский матч                                  |                                                    |
| 15                                                 | 27 мая 2006                                        | Испания                                            | 0:0                                                | -                                                  | Товарищеский матч                                  |                                                    |
| 16                                                 | 16 августа 2006                                    | Латвия                                             | 1:0                                                | -                                                  | Товарищеский матч                                  |                                                    |
| 17                                                 | 6 сентября 2006                                    | Хорватия                                           | 0:0                                                | -                                                  | Отборочные матчи ЧЕ-2008                           |                                                    |
| 18                                                 | 7 октября 2006                                     | Израиль                                            | 1:1                                                | -                                                  | Отборочные матчи ЧЕ-2008                           |                                                    |
| 19                                                 | 11 октября 2006                                    | Эстония                                            | 2:0                                                | -                                                  | Отборочные матчи ЧЕ-2008                           |                                                    |
| 20                                                 | 15 ноября 2006                                     | Македония                                          | 2:0                                                | -                                                  | Отборочные матчи ЧЕ-2008                           |                                                    |
| 21                                                 | 7 февраля 2007                                     | Нидерланды                                         | 1:4                                                | -                                                  | Товарищеский матч                                  |                                                    |
| 22                                                 | 2 июня 2007                                        | Андорра                                            | 4:0                                                | -                                                  | Отборочные матчи ЧЕ-2008                           |                                                    |
| 23                                                 | 6 июня 2007                                        | Хорватия                                           | 0:0                                                | -                                                  | Отборочные матчи ЧЕ-2008                           |                                                    |
| 24                                                 | 22 августа 2007                                    | Польша                                             | 2:2                                                | -                                                  | Товарищеский матч                                  |                                                    |
| 25                                                 | 8 сентября 2007                                    | Македония                                          | 3:0                                                | -                                                  | Отборочные матчи ЧЕ-2008                           |                                                    |
| 26                                                 | 12 сентября 2007                                   | Англия                                             | 0:3                                                | -                                                  | Отборочные матчи ЧЕ-2008                           |                                                    |
| 27                                                 | 17 октября 2007                                    | Англия                                             | 2:1                                                | -                                                  | Отборочные матчи ЧЕ-2008                           |                                                    |
| 28                                                 | 17 ноября 2007                                     | Израиль                                            | 1:2                                                | -                                                  | Отборочные матчи ЧЕ-2008                           |                                                    |
| 29                                                 | 21 ноября 2007                                     | Андорра                                            | 1:0                                                | -                                                  | Отборочные матчи ЧЕ-2008                           |                                                    |
| 30                                                 | 26 марта 2008                                      | Румыния                                            | 0:3                                                | -                                                  | Товарищеский матч                                  |                                                    |
| 31                                                 | 4 июня 2008                                        | Литва                                              | 4:1                                                | -                                                  | Товарищеский матч                                  |                                                    |
| 32                                                 | 12 августа 2009                                    | Аргентина                                          | 2:3                                                | -                                                  | Товарищеский матч                                  |                                                    |
| 33                                                 | 5 сентября 2009                                    | Лихтенштейн                                        | 3:0                                                | -                                                  | Отборочные матчи ЧМ-2010                           |                                                    |
| 34                                                 | 14 октября 2009                                    | Азербайджан                                        | 1:1                                                | -                                                  | Отборочные матчи ЧМ-2010                           |                                                    |
| 35                                                 | 8 октября 2010                                     | Ирландия                                           | 3:2                                                | -                                                  | Отборочные матчи ЧЕ-2012                           |                                                    |
| 36                                                 | 12 октября 2010                                    | Македония                                          | 1:0                                                | -                                                  | Отборочные матчи ЧЕ-2012                           |                                                    |
| 37                                                 | 9 февраля 2011                                     | Иран                                               | 0:1                                                | -                                                  | Товарищеский матч                                  |                                                    |
| 38                                                 | 29 марта 2011                                      | Катар                                              | 1:1                                                | -                                                  | Товарищеский матч                                  |                                                    |
| 39                                                 | 7 июня 2011                                        | Камерун                                            | 0:0                                                | -                                                  | Товарищеский матч                                  |                                                    |
| 40                                                 | 10 августа 2011                                    | Сербия                                             | 1:0                                                | -                                                  | Товарищеский матч                                  |                                                    |
| 41                                                 | 2 сентября 2011                                    | Македония                                          | 1:0                                                | -                                                  | Отборочные матчи ЧЕ-2012                           |                                                    |
| 42                                                 | 6 сентября 2011                                    | Ирландия                                           | 0:0                                                | -                                                  | Отборочные матчи ЧЕ-2012                           |                                                    |
| 43                                                 | 7 октября 2011                                     | Словакия                                           | 1:0                                                | -                                                  | Отборочные матчи ЧЕ-2012                           |                                                    |
| 44                                                 | 11 октября 2011                                    | Андорра                                            | 6:0                                                | -                                                  | Отборочные матчи ЧЕ-2012                           |                                                    |
| 45                                                 | 11 ноября 2011                                     | Греция                                             | 1:1                                                | -                                                  | Товарищеский матч                                  |                                                    |
| 46                                                 | 25 мая 2012                                        | Уругвай                                            | 1:1                                                | -                                                  | Товарищеский матч                                  |                                                    |
| 47                                                 | 29 мая 2012                                        | Литва                                              | 0:0                                                | -                                                  | Товарищеский матч                                  |                                                    |
| 48                                                 | 1 июня 2012                                        | Италия                                             | 3:0                                                | -                                                  | Товарищеский матч                                  |                                                    |
| 49                                                 | 6 июня 2012                                        | Чехия                                              | 4:1                                                | -                                                  | Финальные матчи ЧЕ-2012                            |                                                    |
| 50                                                 | 12 июня 2012                                       | Польша                                             | 1:1                                                | -                                                  | Финальные матчи ЧЕ-2012                            |                                                    |
| 51                                                 | 16 июня 2012                                       | Греция                                             | 0:1                                                | -                                                  | Финальные матчи ЧЕ-2012                            |                                                    |
| 52                                                 | 5 сентября 2015                                    | Швеция                                             | 1:0                                                | -                                                  | Отборочные матчи ЧЕ-2016                           |                                                    |
| 53                                                 | 9 октября 2015                                     | Молдова                                            | 2:1                                                | -                                                  | Отборочные матчи ЧЕ-2016                           |                                                    |
| 54                                                 | 12 октября 2015                                    | Черногория                                         | 2:0                                                | -                                                  | Отборочные матчи ЧЕ-2016                           |                                                    |
| 55                                                 | 14 ноября 2015                                     | Португалия                                         | 1:0                                                | -                                                  | Товарищеский матч                                  |                                                    |
| 56                                                 | 26 марта 2016                                      | Литва                                              | 3:0                                                | -                                                  | Товарищеский матч                                  |                                                    |
| 57                                                 | 29 марта 2016                                      | Франция                                            | 2:4                                                | -                                                  | Товарищеский матч                                  |                                                    |
| 58                                                 | 20 июня 2016                                       | Уэльс                                              | 0:3                                                | -                                                  | Финальные матчи ЧЕ-2016                            |                                                    |

Итого: 58 матчей / 0 забитых голов; 28 побед, 18 ничьих, 12 поражений.
| Год   | Отборочные матчи ЧМ | Отборочные матчи ЧМ | Финальные матчи ЧМ | Финальные матчи ЧМ | Отборочные матчи ЧЕ | Отборочные матчи ЧЕ | Финальные матчи ЧЕ | Финальные матчи ЧЕ | Товарищеские матчи | Товарищеские матчи | Всего | Всего |
| Год   | Игры                | Голы                | Игры               | Голы               | Игры                | Голы                | Игры               | Голы               | Игры               | Голы               | Игры  | Голы  |
| ----- | ------------------- | ------------------- | ------------------ | ------------------ | ------------------- | ------------------- | ------------------ | ------------------ | ------------------ | ------------------ | ----- | ----- |
| 2003  | 0                   | 0                   | 0                  | 0                  | 1                   | 0                   | 0                  | 0                  | 3                  | 0                  | 4     | 0     |
| 2004  | 0                   | 0                   | 0                  | 0                  | 0                   | 0                   | 0                  | 0                  | 0                  | 0                  | 0     | 0     |
| 2005  | 8                   | 0                   | 0                  | 0                  | 0                   | 0                   | 0                  | 0                  | 1                  | 0                  | 9     | 0     |
| 2006  | 0                   | 0                   | 0                  | 0                  | 4                   | 0                   | 0                  | 0                  | 3                  | 0                  | 7     | 0     |
| 2007  | 0                   | 0                   | 0                  | 0                  | 7                   | 0                   | 0                  | 0                  | 2                  | 0                  | 9     | 0     |
| 2008  | 0                   | 0                   | 0                  | 0                  | 0                   | 0                   | 0                  | 0                  | 2                  | 0                  | 2     | 0     |
| 2009  | 2                   | 0                   | 0                  | 0                  | 0                   | 0                   | 0                  | 0                  | 1                  | 0                  | 3     | 0     |
| 2010  | 0                   | 0                   | 0                  | 0                  | 2                   | 0                   | 0                  | 0                  | 0                  | 0                  | 2     | 0     |
| 2011  | 0                   | 0                   | 0                  | 0                  | 4                   | 0                   | 0                  | 0                  | 5                  | 0                  | 9     | 0     |
| 2012  | 0                   | 0                   | 0                  | 0                  | 0                   | 0                   | 3                  | 0                  | 3                  | 0                  | 6     | 0     |
| 2013  | 0                   | 0                   | 0                  | 0                  | 0                   | 0                   | 0                  | 0                  | 0                  | 0                  | 0     | 0     |
| 2014  | 0                   | 0                   | 0                  | 0                  | 0                   | 0                   | 0                  | 0                  | 0                  | 0                  | 0     | 0     |
| 2015  | 0                   | 0                   | 0                  | 0                  | 3                   | 0                   | 0                  | 0                  | 1                  | 0                  | 4     | 0     |
| 2016  | 0                   | 0                   | 0                  | 0                  | 0                   | 0                   | 1                  | 0                  | 2                  | 0                  | 3     | 0     |
| Всего | 10                  | 0                   | 0                  | 0                  | 21                  | 0                   | 4                  | 0                  | 23                 | 0                  | 58    | 0     |

Статистика взята с сайта sportbox.ru

### Тренерская
| Команда       | Начало работы | Завершение работы | Показатели | Показатели | Показатели | Показатели | Показатели |
| Команда       | Начало работы | Завершение работы | М          | В          | Н          | П          | % побед    |
| ------------- | ------------- | ----------------- | ---------- | ---------- | ---------- | ---------- | ---------- |
| ЦСКА (Москва) | 15 июня 2021  | 15 июня 2022      | 34         | 18         | 5          | 11         | 052,94     |
| Итого         | Итого         | Итого             | 34         | 18         | 5          | 11         | 052,94     |

## Достижения

### Командные
- Чемпион России (6): 2003, 2005, 2006, 2012/13, 2013/14, 2015/16
- Серебряный призёр чемпионата России (7): 2002, 2004, 2008, 2010, 2014/15, 2016/17, 2017/18.
- Бронзовый призёр чемпионата России (2): 2007, 2011/12.
- Обладатель Кубка России (7): 2001/02, 2004/05, 2005/06, 2007/08, 2008/09, 2010/11, 2012/13.
- Обладатель Суперкубка России (6): 2004, 2006, 2007, 2009, 2013, 2014.
- Обладатель Кубка УЕФА: 2004/05
- Бронзовый призёр Чемпионата Европы 2008

### Личные
- Награждён орденом Дружбы (2006)[85].
- В списках 33 лучших футболистов чемпионата России (7): № 1 (2005, 2006, 2007); № 2 (2004, 2008, 2011/12); № 3 (2010).
- Член Клуба Игоря Нетто.
- «Хрустальный атом» в телеигре «Что? Где? Когда?» (22 мая 2016 года).

## Личная жизнь
Супруга Джамиля; по специальности она экономист со специализацией в международной торговле. Алексей Березуцкий и Джамиля знакомы ещё со школы, в 2005 году они стали родителями дочери Алёны, в 2012 году — сына. Брат-близнец Василий — также защитник ЦСКА и сборной России. Братья поддерживают очень хорошие отношения и даже живут рядом друг с другом; за всю карьеру они играли в разных клубах только в недолгий период аренды Алексея Березуцкого «Черноморцем». 1 апреля 2011 года в программе «Футбольный клуб» вышел шуточный сюжет про на самом деле не существующего третьего брата Ивана Березуцкого, который якобы не любит футбол и работает барменом. Роль Ивана в передаче исполнял как раз Алексей Березуцкий. Отличительными чертами характера Алексея Березуцкого называют спокойствие и рассудительность. Увлечения — компьютеры и современная музыка.
3 декабря 2009 года в программе «Человек и закон» вышел сюжет о нарушении игроками сборной России, в числе которых были и братья Березуцкие, спортивного режима в соревновательный период. В сюжете было продемонстрировано интервью кальянщика ресторана, где отдыхали футболисты, и сотрудника гостиницы Marriott, записанное на скрытую камеру, в которых они рассказывали об аморальном поведении игроков перед матчем со сборной Словении. Сюжет вызвал такой ажиотаж, что проверить правдивость информации решила даже Госдума России, а братья Березуцкие подали на программу в суд за клевету. Суд, однако, иск игроков не удовлетворил.